# 100 colombianos dicen
100 Colombianos Dicen es un programa de concurso trasmitido anteriormente en el 2002 por Caracol TV con Carlos Calero. Se adaptó de nuevo para el año 2017, con una nueva temporada y de formato para Caracol como por presentador a Marcelo Cezán de un famoso concurso.
(también hubo una adaptación parecida en RCN).

## Argumento
Se basa en que dos grupos responderán una serie de preguntas fácilmente formulada y respondida por 100 colombianos de diferentes regiones y así ganarán dinero en efectivo y acumular puntos con sus respuestas. Los grupos serán de seis personas que deben tener una unión común como familiares, compañeros de trabajo o universidad. Los equipos deben dar opciones de respuesta y si estás se encuentran entre las opciones que dieron los colombianos ganarán puntos y seguirán avanzando.[cita requerida]
Reestreno
Para el diciembre del 2014 se fue anunciado una fecha de reestreno del dicho programa de una segunda temporada pero se confirmó para finales de abril del 2017.